# Internationella lärardagen
Den internationella lärardagen firas årligen den 5 oktober för att hylla alla lärares arbete runt om i världen. Dagen instiftades 1994 för att fira undertecknandet av Unescos och Internationella arbetsorganisationens rekommendation från 1966 som beskriver standarder för bland annat hur lärares anställning, arbetsvillkor och grundutbildning ska utformas.